# DR-Baureihe 23.10
Die Lokomotiven der Baureihe 23.10 (ab 1. Juli 1970 Baureihe 35.10) waren Personenzuglokomotiven der Deutschen Reichsbahn.

## Geschichte
Die Baureihe 23.10 war eine Weiterentwicklung der kriegsbedingt nur in zwei Exemplaren gebauten Einheitsdampflokomotive der Baureihe 23 durch die Deutsche Reichsbahn. Es wurden allerdings nur die Abmessungen des Trieb- und Laufwerkes übernommen. Die Lokomotiven erhielten geschweißte Blechrahmen und Kessel mit Verbrennungskammern und Mischvorwärmer der Bauart IfS/DR, die Führerhäuser wurden großzügiger gestaltet. Ab der Betriebsnummer 23 1003 wurde auf den Speisedom verzichtet. Die insgesamt 113 von 1956 bis 1959 in Dienst genommenen Exemplare, welche auch im leichten bis mittelschweren Schnellzugdienst zum Einsatz kamen, wurden mit den Betriebsnummern 23 1001–1113 versehen. Die ersten beiden Lokomotiven wurden in den Jahren 1956 und 1957 gebaut. Die restlichen 111 Maschinen wurden in den Jahren 1958 und 1959 geliefert. Da mit ihnen eine ersehnte, leistungsfähige Lokomotivbauart gewonnen wurde, wurden im Jahr 1958 zur Inbetriebnahme des ersten Doppelstock-Gliederzuges die 23 1012 und 1020 zur Jugendlok V. Parteitag erwählt. Dabei wurde bekannt gegeben, dass für eine Lok 1,6 Mio. D-Mark erbracht werden mussten. Mit der Einführung der EDV-gerechten Nummerierung zum 1. Juli 1970 erhielten die Lokomotiven die neuen Betriebsnummern 35 1001–1113. Die letzten Lokomotiven wurden im Mai 1977 in Nossen ausgemustert. Einige Maschinen wie die 35 1074 und 1028 hielten sich noch bis 1980 als Heizlokomotiven. Die als Traditionslokomotive vorgesehene 35 1113 wurde jedoch wegen der Energiekrise in der DDR 1982 reaktiviert und bis 1985 vor Personenzügen eingesetzt. Danach war sie noch bis Fristablauf im Jahr 1992 als Traditionslok vor Sonderzügen im Einsatz. Die 35 1097 wurde als einzige erst nach mehreren Jahren z-Stellung am  7. November 1981  ausgemustert. Sie war auch die einzige betriebsfähige Museumslok der Baureihe 23.10, die die Jahrtausendwende betriebsfähig überdauerte.
Ähnlich wie die ursprüngliche Baureihe 23 mit der Güterzugbaureihe 50 wurde die Baureihe 23.10 parallel mit der Baureihe 50.40 entwickelt.
Noch heute existieren mehrere Lokomotiven dieser Baureihe:
- 35 1019  Wedler Franz Logistik, Nossen, die Maschine gehörte bis Juli 2020 dem Lausitzer Dampflokclub und ist seit einem Unfall in Chemnitz-Hilbersdorf am 18. August 2017 nicht betriebsfähig.[4]
- 35 1021  Oldtimer Museum Rügen, Prora
- 35 1028  Historisches Bahnbetriebswerk Gera, in Teilen
- 35 1074  Historisches Bahnbetriebswerk Gera, in Teilen, mit ihr wurde in Gera der Abschiedszug für die Baureihe 23.10 gefahren[5]
- 35 1097  privat, bei IG 58 3047 Glauchau, betriebsfähig
- 35 1113  DB Museum, abgestellt bei IG Dampflok Nossen

## Konstruktive Ausführung und Leistungsvermögen
Im Gegensatz zu den Vorbildlokomotiven der DR-Baureihe 23 war Basis der Baureihe 23.10 ein geschweißter Blechrahmen mit Ober- und Untergurt und 25 mm Wangenstärke. Der Kessel einschließlich der Feuerbüchse wurde ebenfalls als stählerne Schweißkonstruktion ausgeführt, die Rohrlänge betrug 4200 mm. Für die Kesselspeisung wurden eine saugende Dampfstrahlpumpe und eine Verbundmischpumpe VMP 15-20 Bauart BBW (250 l/min) eingebaut.
Die vordere Laufachse (mit ± 115 mm Seitenspiel) und die erste Kuppelachse (mit ± 10 mm Seitenspiel) wurden als Krauss-Helmholtz-Lenkgestell durchgebildet, die Schleppachse als Bisselgestell mit ± 55 mm seitlichem Spiel. Durch die Verwendung von Ausgleichshebeln zwischen der vorderen Lauf- und den ersten beiden Kuppelachsen sowie der dritten Kuppel- und der Schleppachse stützt sich die Lokomotive in vier Punkten auf dem Laufwerk ab. Die Laufachsen und die Tenderradsätze sind rollengelagert. Die Kupplung zwischen Lokomotive und Tender entspricht der Einheitsbauart mit zentralem Haupt- sowie zwei seitlichen Notkuppeleisen und prismatischen Dämpfungspuffern.
Der Antrieb der Dampfmaschine erfolgte auf die zweite Kuppelachse, die Serienlokomotiven wurden mit Trofimoff-Schiebern als Leerlaufeinrichtung ausgerüstet. Die mit Druckausgleichskolbenschiebern der Bauart Müller gelieferten Baumuster 23 1001 und 1002 wurden später darauf umgerüstet. Die Mehrfachventil-Heißdampfregler der Baumusterlokomotiven bewährten sich nicht, sie wurden durch Nassdampfregler der Bauart Schmidt-Wagner ersetzt. Die Serienmaschinen erhielten diese unmittelbar. Die unter Dampf gehenden Teile werden durch eine Zentralschmierung mit einer Hochdruckschmierpumpe der Bauart Michalk, ab der 23 1064 Bauart Grützner, geschmiert.
Die Bremsausrüstung entspricht mit der einlösigen Druckluftbremse Bauart Knorr mit Zusatzbremse vergleichbaren Einheits-, Reko- und Neubaudampflokomotiven. Die Lauf-, Kuppel- und Tenderradsätze werden doppelseitig abgebremst, die Kuppelradsätze durch Scherenbremsen. Die Tender sind zusätzlich mit einer Wurfhebelhandbremse ausgerüstet. Die Doppelverbundluftpumpe befindet sich wie die Speisepumpe unterhalb der Rauchkammer über der vorderen Laufachse.
Die Lokomotiven waren mit Schlepptendern der Bauart 2’2’ T28 in ebenfalls geschweißter Bauart gekuppelt.
Mit den Lokomotiven der DR-Baureihe 50.40 hatten die 23.10 viele baugleiche und tauschbare Teile, so Kessel, Rauchkammer und Führerhaus. Die Tender waren mit anderen Einheitstendern tauschbar.
Die Lokomotiven konnten einen Zug von 365 t in der Ebene mit 110 km/h und auf 10 Promille Steigung noch 335 t mit 60 km/h oder 565 t mit 40 km/h befördern.

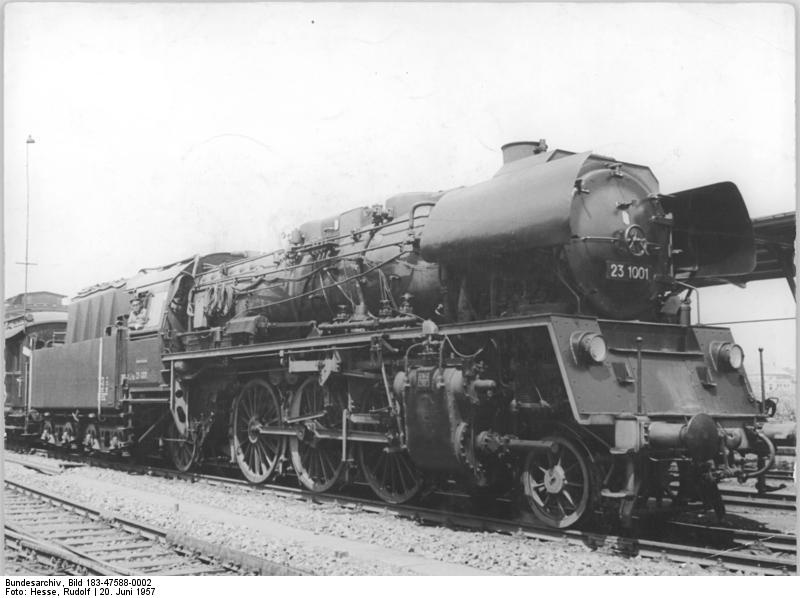
Erste Fahrt der neuen Personenzug-Lokomotive Baureihe 23.10: 23 1001 am Berliner Ostbahnhof kurz vor Ausfahrt (1957)
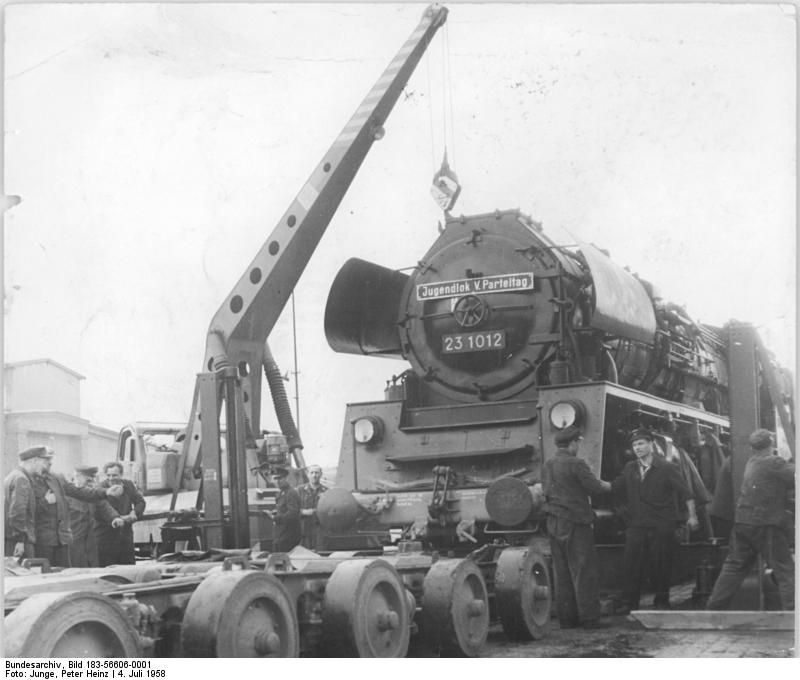
Jugendlok V. Parteitag 23 1012 wird zur Werner-Seelenbinder-Halle transportiert (1958)
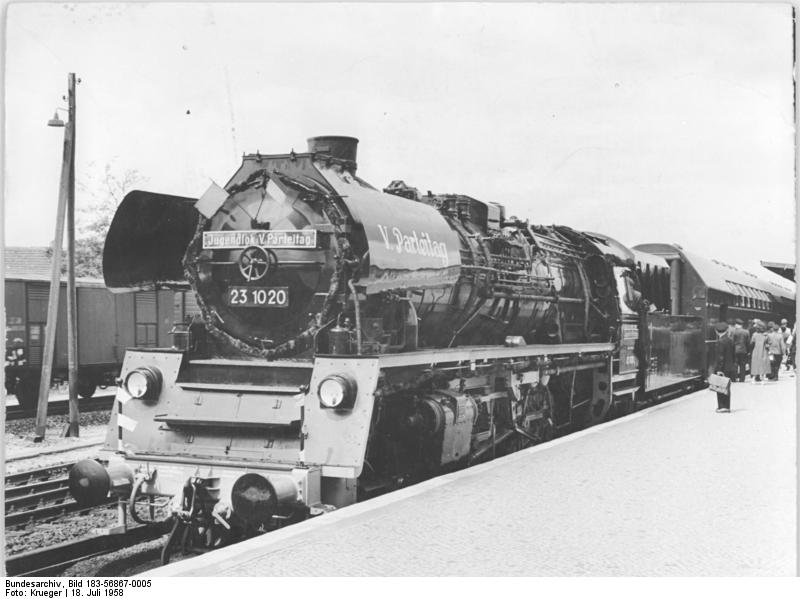
Jugendlok V. Parteitag 23 1020 mit Doppelstock-Gliederzug auf dem Bahnhof Berlin-Grünau (1958)
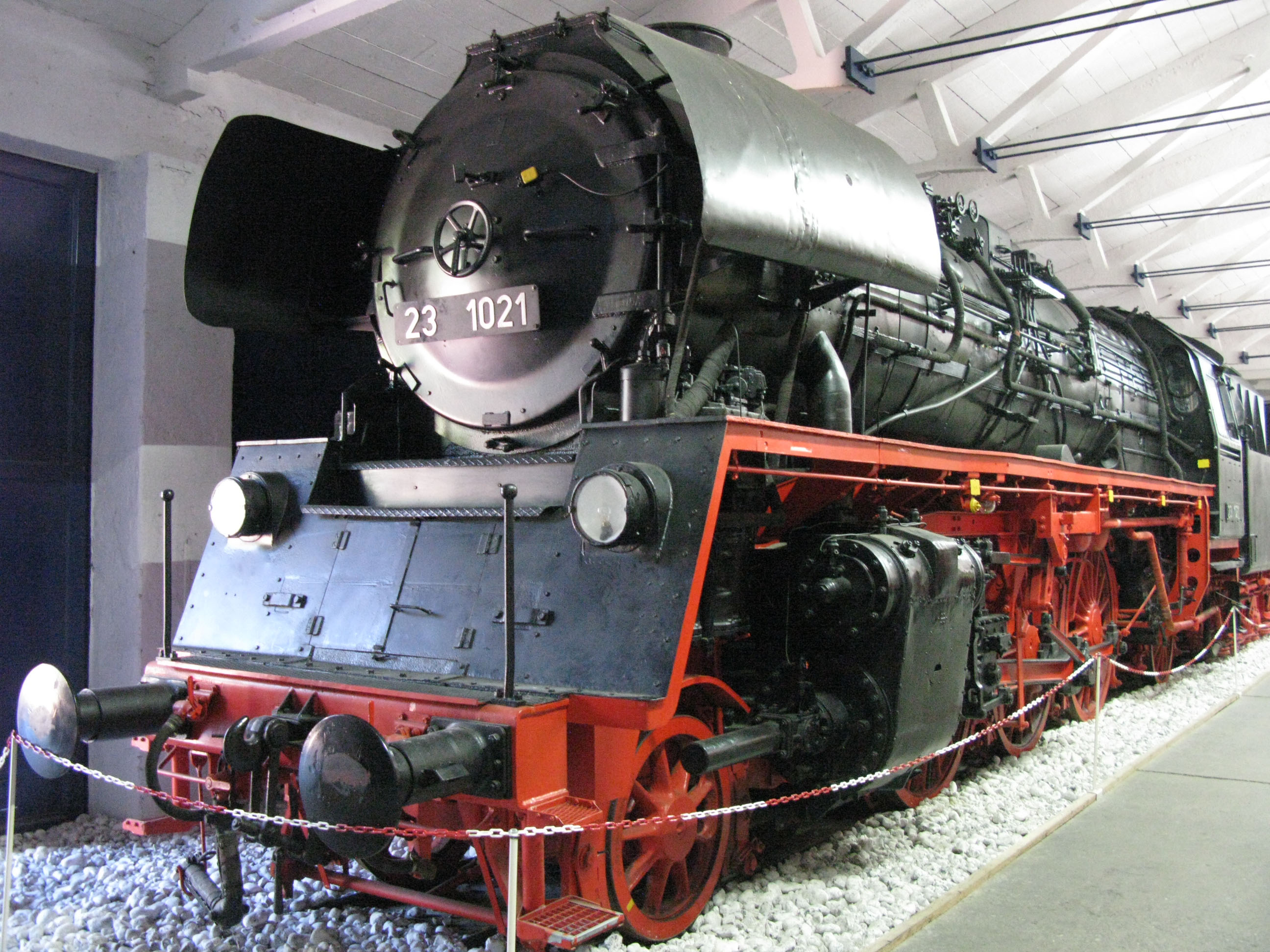
23 1021 im Oldtimer Museum Rügen in Prora (2018)
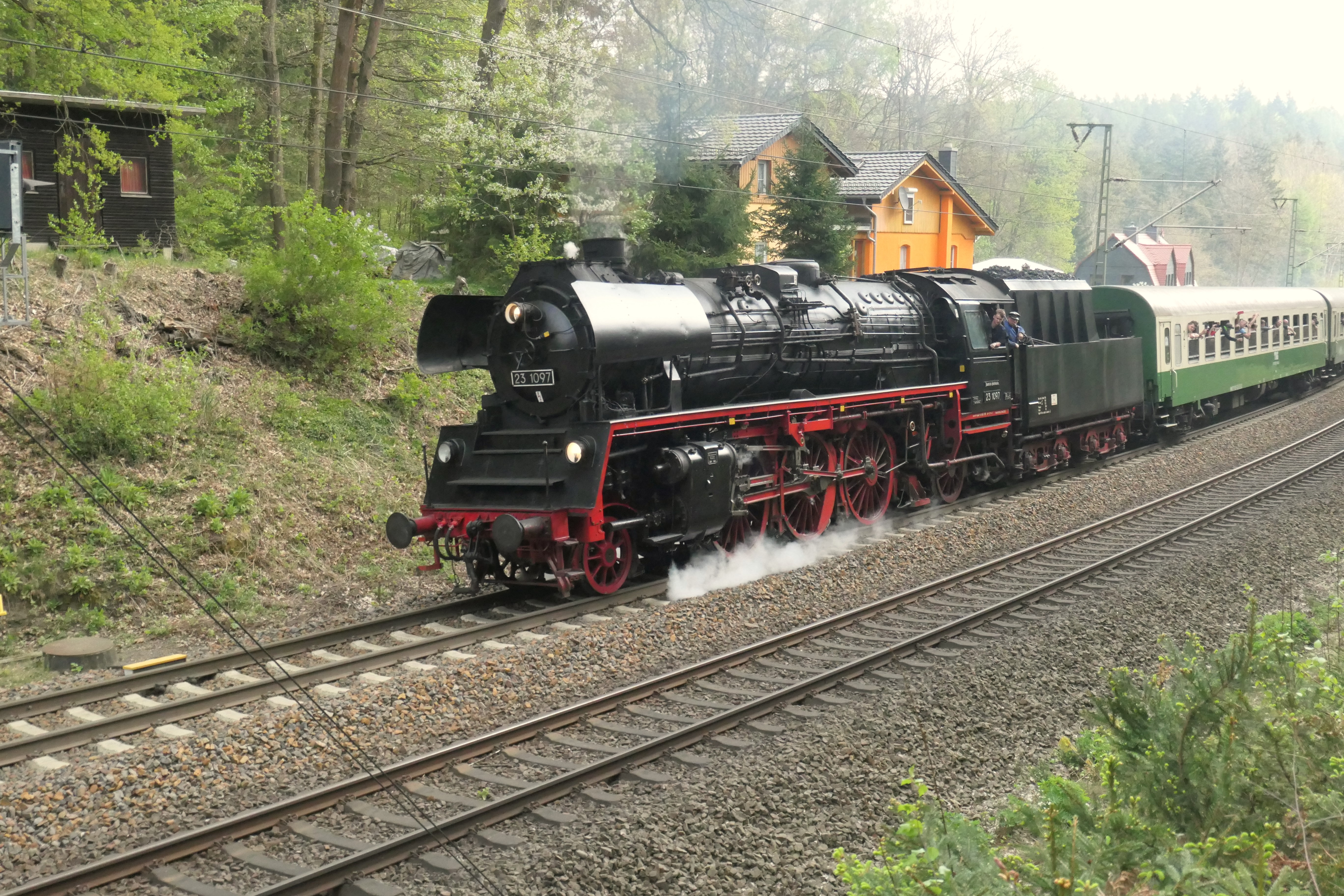
23 1097 während des Einsatzes beim Dresdner Dampfloktreffen auf der Tharandter Steilrampe (2024)
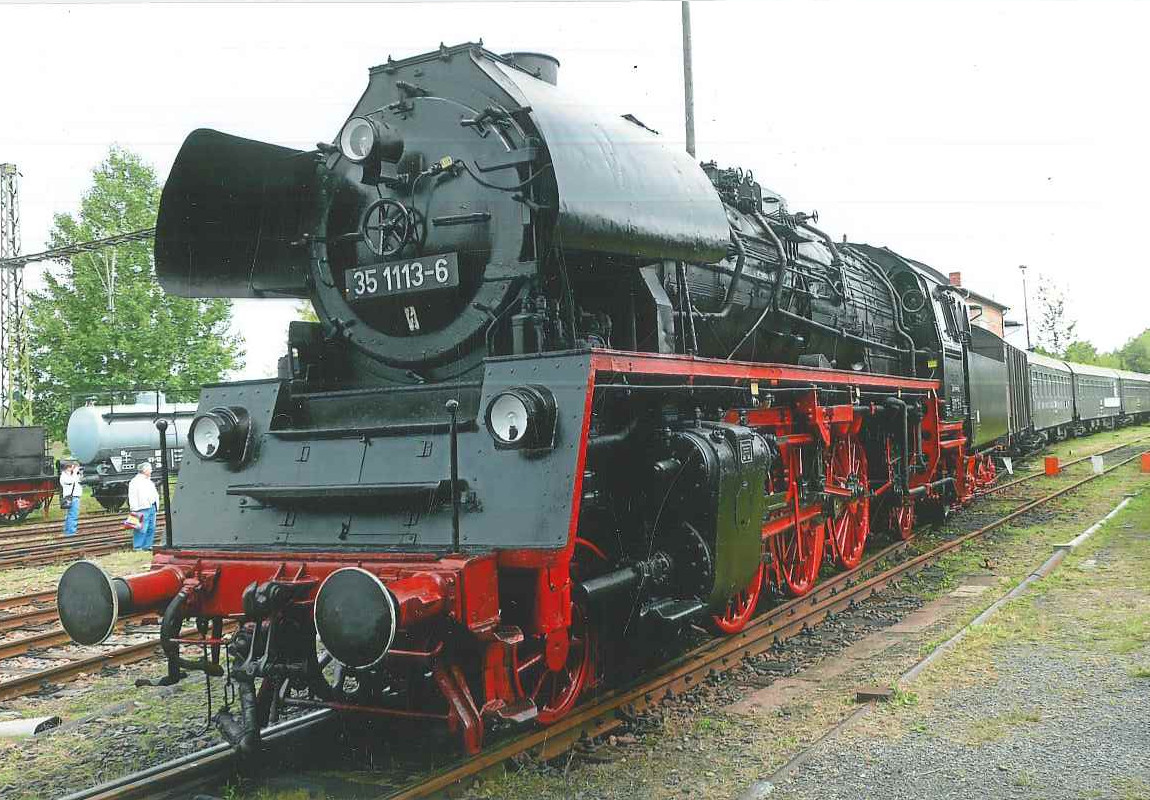
35 1113 während einer Lokausstellung 2009 in Chemnitz-Hilbersdorf
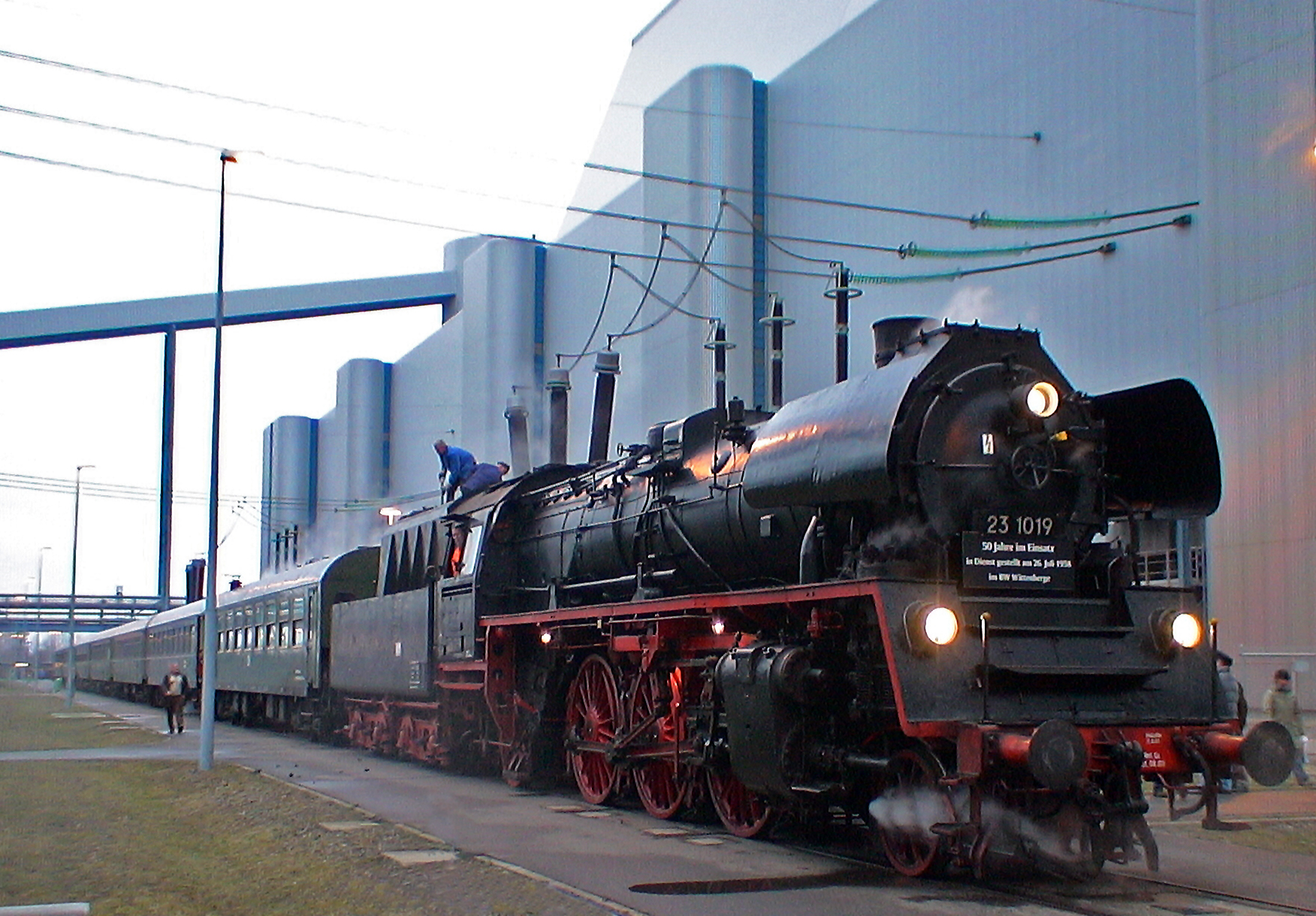
35 1019 im Kraftwerk Schwarze Pumpe